# Sintea Mare
Sintea Mare (Hongaars: Szinte) is een Roemeense gemeente in het district Arad.
Sintea Mare telt in 2022 (census) 3.417 inwoners, 190 daarvan gaven geen nationaliteit op. Er waren 1.765 personen die verklaarden Roemeens te zijn (54,7%) en 1.179 die verklaarden Hongaar te zijn (36,5%).
Sintea Mare telde in 2011 3742 inwoners. De belangrijkste bevolkingsgroep wordt  in 2011 gevormd door de Roemenen met 1.840 personen, gevolgd door de Hongaren met 1.226 personen (32%).
De gemeente bestaat uit de hoofdplaats en daarnaast nog twee dorpen. In het dorp Adea vormen de Hongaren de meerderheid van de bevolking, in Țipar 40% van de bevolking.